# Harold Jamison
Harold Sherill Jamison (Orangeburg, 20 novembre 1976) è un ex cestista statunitense, professionista in NBA, Europa, Sudamerica e Medioriente.